# Marco Asensio
Marco Asensio Willemsen (* 21. Januar 1996 in Palma de Mallorca) ist ein spanischer Fußballspieler. Der offensive Mittelfeldspieler steht als Leihspieler von Paris Saint-Germain bei Aston Villa unter Vertrag und ist A-Nationalspieler.

## Familie
Asensio ist Sohn eines Spaniers, der aus dem Baskenland stammt, und einer Niederländerin, die 2011 verstarb. Sein älterer Bruder Igor ist ebenfalls Fußballspieler und spielt derzeit bei Platges de Calvià in der viertklassigen Tercera División.

## Karriere

### Verein
Asensio stammt aus der Jugend des RCD Mallorca. Am 27. Oktober 2013 kam er bei der 1:3-Niederlage bei Recreativo Huelva erstmals in der Segunda División zum Einsatz, als er in der 84. Minute für Pedro Geromel eingewechselt wurde. Sein erstes Tor erzielte er am 16. März 2014 beim 2:0-Sieg im Heimspiel gegen CD Teneriffa.
Zur Saison 2015/16 wechselte Asensio in die Primera División zu Real Madrid. Er unterschrieb im Dezember 2014 einen Vertrag mit einer Laufzeit bis zum 30. Juni 2021. Noch vor Beginn der Spielzeit wurde er im August 2015 bis Saisonende an den Ligakonkurrenten Espanyol Barcelona verliehen. Am 20. Februar 2016 erzielte Asensio sein erstes Ligator zum 1:0-Heimsieg gegen Deportivo La Coruña. Insgesamt kam er in der Spielzeit auf 37 Pflichtspieleinsätze, in denen er an 17 Toren direkt beteiligt war.
Nach seiner Rückkehr nach Madrid gewann Asensio zu Beginn der Saison 2016/17 nach einem 3:2-Sieg gegen den FC Sevilla den UEFA Super Cup, zu dem er das Tor zum 1:0 beisteuerte. Mitte Dezember 2016 gewann er mit Real die FIFA-Klub-Weltmeisterschaft. Am 3. Juni 2017 erzielte Asensio im Finale der Champions League das Tor zum 4:1-Endstand gegen Juventus Turin und gewann mit seinem Team den Titel. Auch in der Spielzeit 2017/18 wurde er mit Real Champions-League-Sieger. In der darauffolgenden Champions-League-Saison scheiterte Asensio mit seinem Team dagegen im Achtelfinale an Ajax Amsterdam. In der Vorbereitung zur Spielzeit 2019/20 zog sich Asensio in einem Freundschaftsspiel gegen den FC Arsenal einen Kreuzbandriss zu. Bei seinem Comeback am 18. Juni 2020 erzielte er Sekunden nach seiner Einwechslung das Tor zum 2:0 beim 3:0-Heimsieg im Ligaspiel gegen den FC Valencia.
Zur Spielzeit 2023/24 wechselte der Spanier nach Frankreich zu Paris Saint-Germain und unterschrieb einen Dreijahresvertrag. Im Februar 2025 wurde er an Aston Villa verliehen.

### Nationalmannschaft
Nach seinen starken Leistungen im Verein wurde Asensio im November 2014 erstmals in die spanische U19-Auswahl berufen. Am 13. November 2014 debütierte er beim 2:0-Sieg gegen Deutschland und erzielte dabei nach 52 Minuten die 1:0-Führung. Nur zwei Tage später war Asensio bei seinem zweiten Einsatz, einem 5:1-Sieg in Frankreich, gar zweimal erfolgreich und erzielte die Tore zum 1:0 und 2:0. Im Juli 2015 nahm er mit der Mannschaft an der U19-Europameisterschaft in Griechenland teil. Mit seinen zwei Toren im Halbfinalspiel gegen Frankreich hatte er maßgeblichen Anteil am Finaleinzug und belegte den zweiten Platz der Torschützenliste. Nach einem 2:0-Triumph im Finale gegen Russland wurde Asensio mit dem Golden Player Award als bester Spieler des Turniers geehrt.
Sein Debüt für die U21-Nationalmannschaft gab Asensio am 26. März 2015 beim 2:0-Sieg gegen Norwegen. Im Juni 2017 nahm er mit der Mannschaft an der U21-Europameisterschaft in Polen teil. Im Finale unterlag er mit seinem Team Deutschland mit 0:1.
Am 29. Mai 2016 debütierte Asensio beim 3:1-Sieg gegen Bosnien und Herzegowina in der A-Nationalmannschaft. Am 21. Mai 2018 wurde er von Nationaltrainer Julen Lopetegui in den spanischen Kader für die Weltmeisterschaft 2018 in Russland berufen. Im Turnier wurde Asensio dreimal eingesetzt und scheiterte mit seiner Mannschaft im Achtelfinale an Russland im Elfmeterschießen.
Ende Juni 2021 wurde Asensio in den Kader der spanischen Olympiaauswahl für das Fußballturnier der Olympischen Sommerspiele 2021 berufen und gewann mit seiner Mannschaft die Silbermedaille.

## Titel und Auszeichnungen

### Verein
International
- Champions-League-Sieger (3): 2017, 2018, 2022
- Klub-Weltmeister (4): 2016, 2017, 2018, 2022
- UEFA-Super-Cup-Sieger (3): 2016, 2017, 2022

Spanien
- Meister (3): 2017, 2020, 2022
- Pokalsieger: 2023
- Supercupsieger (3): 2017, 2020, 2022

Frankreich
- Meister: 2024
- Pokalsieger: 2024
- Supercupsieger: 2023

### Nationalmannschaft
- UEFA-Nations-League-Sieger: 2023
- U19-Europameister: 2015
- Olympische Silbermedaille: 2021

### Persönliche Auszeichnungen
- Bester Spieler der U19-Europameisterschaft: 2015